# Karmozijnrood weeskind
Het karmozijnrood weeskind (Catocala sponsa) is een nachtvlinder uit de familie van de spinneruilen (Erebidae). 
De voorvleugellengte bedraagt tussen de 29 en 34 millimeter. De soort komt verspreid over Europa, Noord-Afrika en van Klein-Azië tot aan de Kaukasus voor. Buiten het vaste leefgebied kan de soort als trekvlinder worden gezien. Hij overwintert als ei.

## Waardplanten
Het karmozijnrood weeskind heeft eiken als waardplant. De soort wordt voornamelijk gezien in oude eikenbossen.

## Voorkomen in Nederland en België
Het karmozijnrood weeskind is in Nederland en België een vrij algemeen voorkomende vlinder. De vlinder kent één generatie die vliegt van halverwege juli tot halverwege september.